# Cylindrothecium bernoullii
Cylindrothecium bernoullii là một loài Rêu trong họ Entodontaceae. Loài này được (Hampe ex Müll. Hal.) Paris mô tả khoa học đầu tiên năm 1900.